# Lagfifat
Lagfifat  (in arabo لكفيفات‎?) è un centro abitato e comune rurale del Marocco situato nella provincia di Taroudant, regione di Souss-Massa. Conta una popolazione di 18 811 abitanti (censimento 2014).